# Ingrid Mol

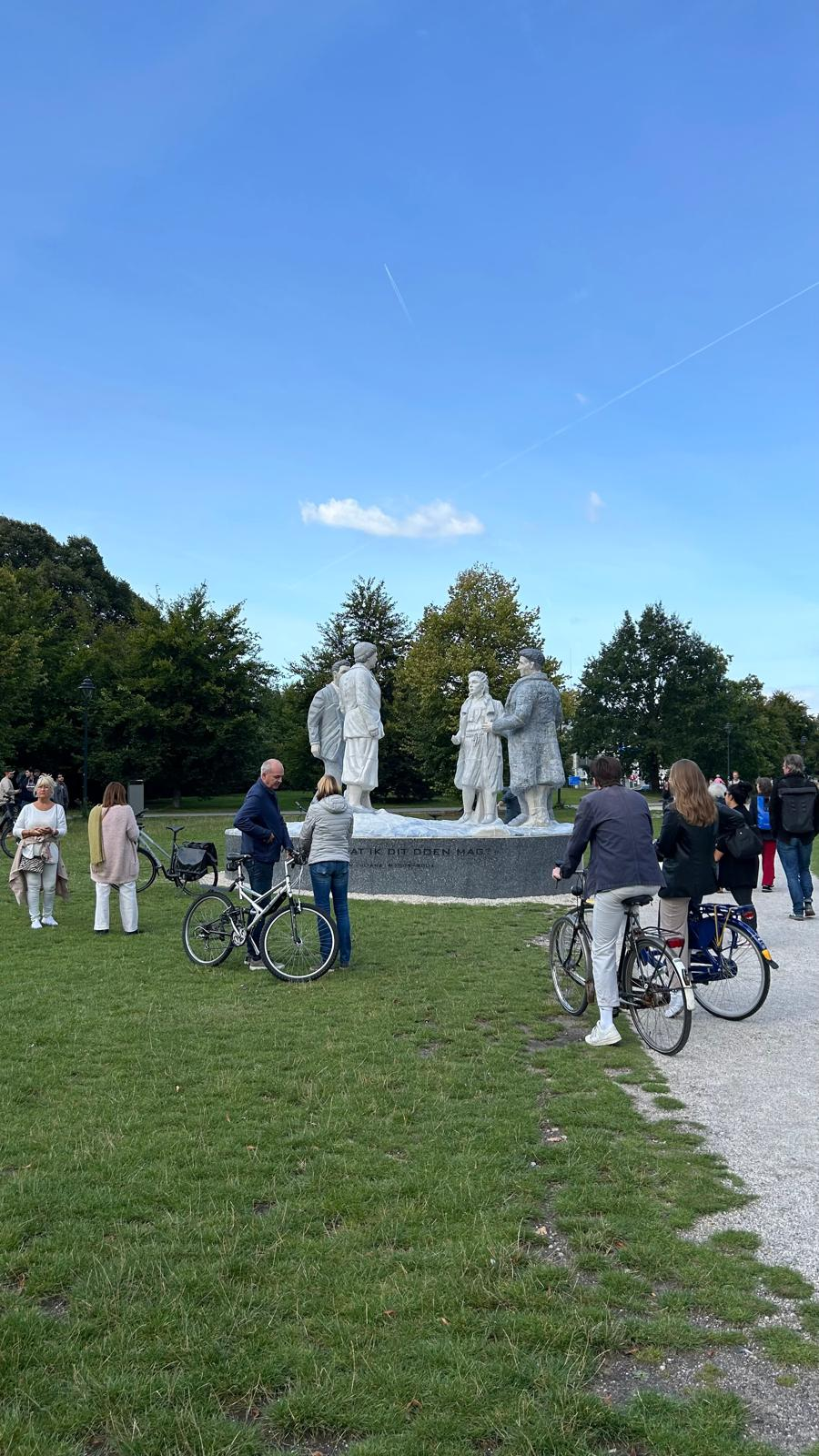
Beeldengroep ter herinnering aan Koningin Juliana te Den Haag

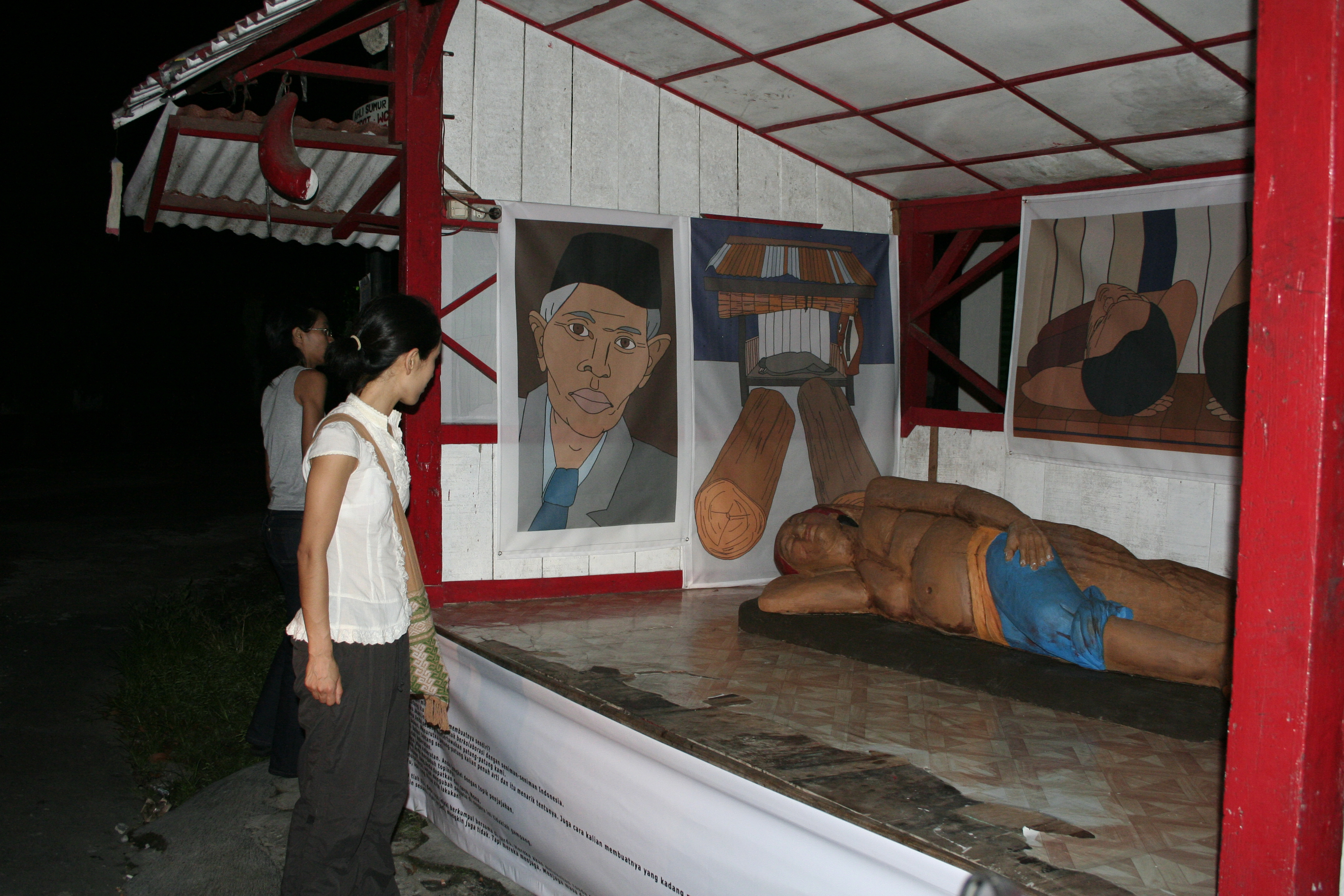
De Grote Onbekende, Cemeti Art House, Indonesië (2007)

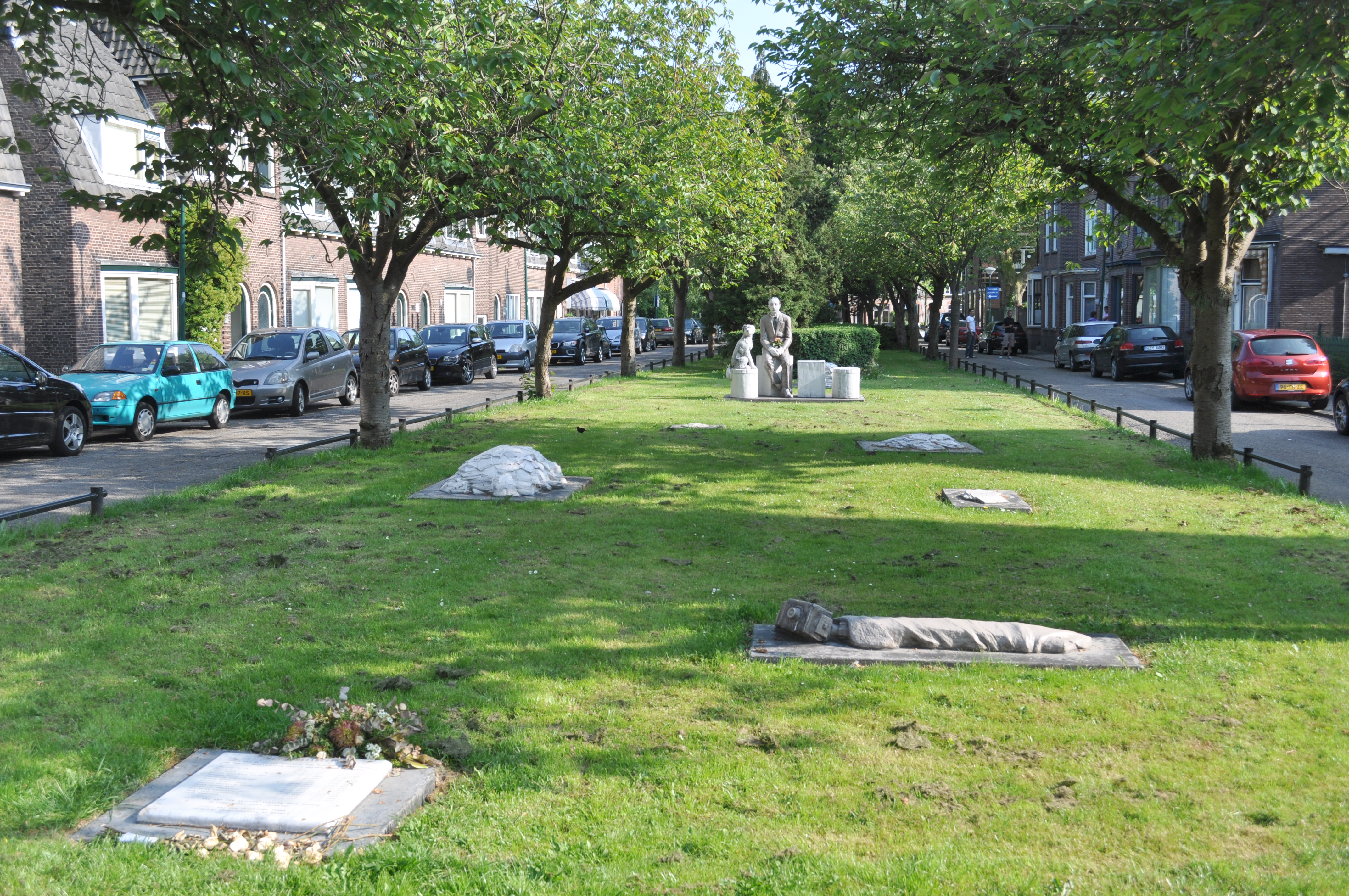
Een familiefoto (2002)

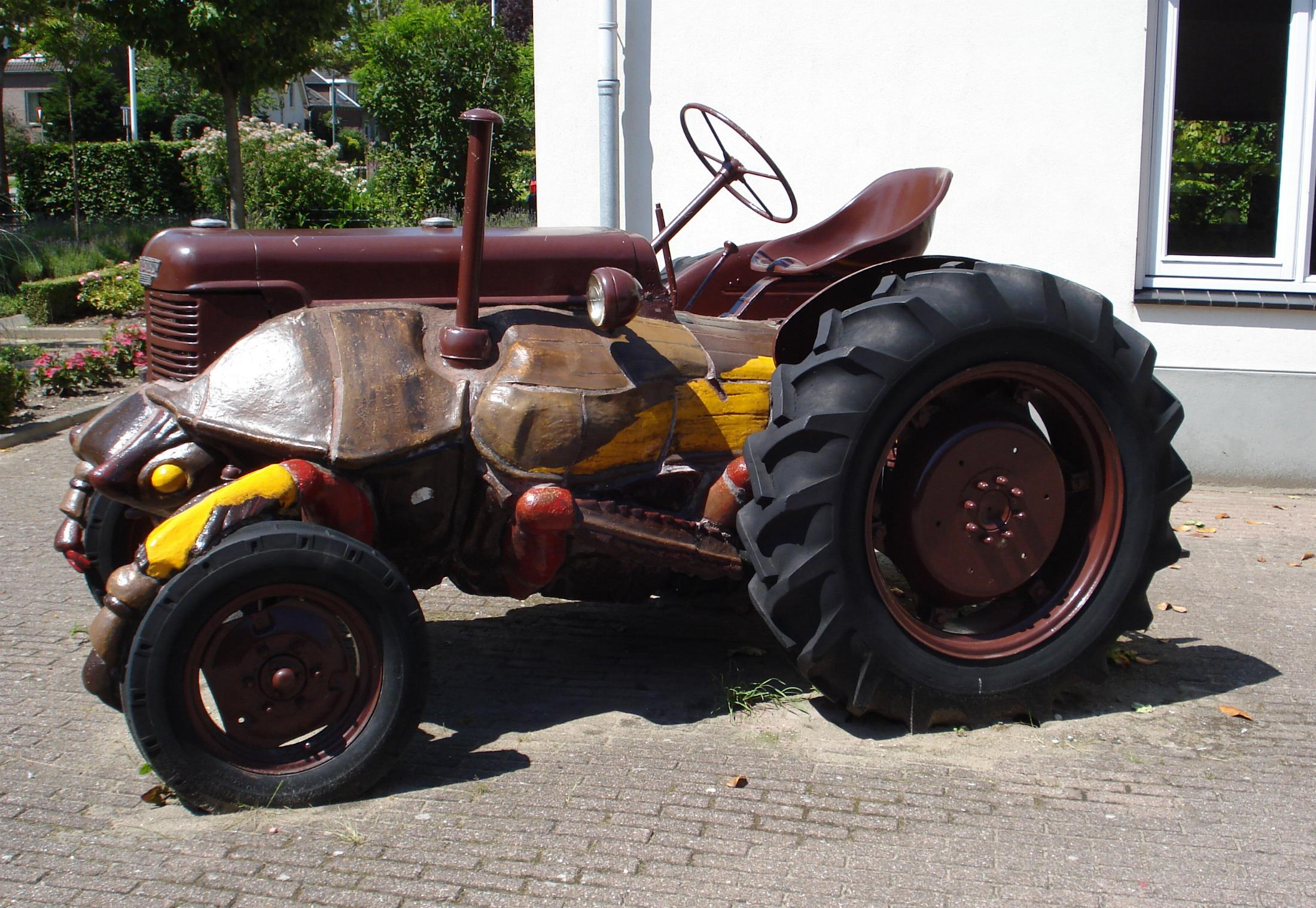
Van tractor tot trektor, Beatrixschool, Dordrecht

Ingrid Mol (Den Haag, 22 mei 1970) is een Nederlandse beeldhouwster en installatiekunstenares.

## Leven en werk
Mol studeerde tot 1993 autonome vormgeving aan de Koninklijke Academie van Beeldende Kunsten in Den Haag. Haar werk voor de openbare ruimte wordt gekenmerkt door een verhaalachtige enscenering. Zij was in 2008 de meest gevraagde kunstenaar tijdens het project Kunst aan huis in Ypenburg in Den Haag.
2 september 2024 onthulde Prinses Beatrix, in aanwezigheid van burgemeester Van Zanen, de beeldengroep ter herinnering aan Koningin Juliana. Het is een werk van kunstenaar Ingrid Mol en bestaat uit vier mensfiguren, waarbij de figuur van Juliana is geportretteerd terwijl ze een werkbezoek aflegt. Het monument, in opdracht van de Haagse gemeenteraad, staat op de Koekamp vlak bij het Centraal Station. Ingrid Mol studeerde tot 1993 autonome vormgeving aan de KABK in Den Haag. De kunstenaar gaf tijdens de onthulling nadrukkelijk aan dat ze de vorstin wilde verbeelden “als een sociale vrouw in gesprek met mensen… gewone mensen.” 
Aansluitend aan de onthulling vond in de KABK de boekpresentatie plaats van de roman Het Monument. In het boek maken drie fictieve kunstenaars een schetsontwerp voor het Koningin Juliana Monument, volgen we de commissieleden en speelt de Haagse kunstwereld een rol. De tekst is van Ingrid Mol, de tekeningen zijn van Babette Wagenvoort (de eerste Haagse stadstekenaar) en de vormgeving is verzorgd door Studio Renate Boere.

## Enkele werken in de openbare ruimte
- Beeldengroep ter herinnering aan Koningin Juliana (2024), Koekamp te Den Haag
- 'Het Monument', roman over het maken van een monument voor Koningin Juliana
- Een familiefoto, Joods monument (2002), Prins Bernhardlaan in Woerden
- LINV29: De expeditie naar de gulzige aardappelvelden (2004),[1][2] Basisschool Statenkwartier, van Beverningkstraat in Den Haag
- De grote onbekende (2007), Jogjakarta
- Trektor (2008), Beatrixschool in Dordrecht
- Vogelkoppen (2008/09),[3] project "Kunst aan huis in Ypenburg", wijk Ypenburg in Den Haag
- Johan van Oldenbarnevelt en de Leeuw (2010), aan weerszijden van de Zuidsingel, Amersfoort. Dit werk is tien jaar na plaatsing verplaatst naar het Park Randenbroek, buiten het centrum.
- Binnenstadgoden, onderdeel van de beeldengalerij, stadscentrum, Den Haag
- Vereniging Mestkever, De Wijk van je Leven, Puttershoek

## Fotogalerij

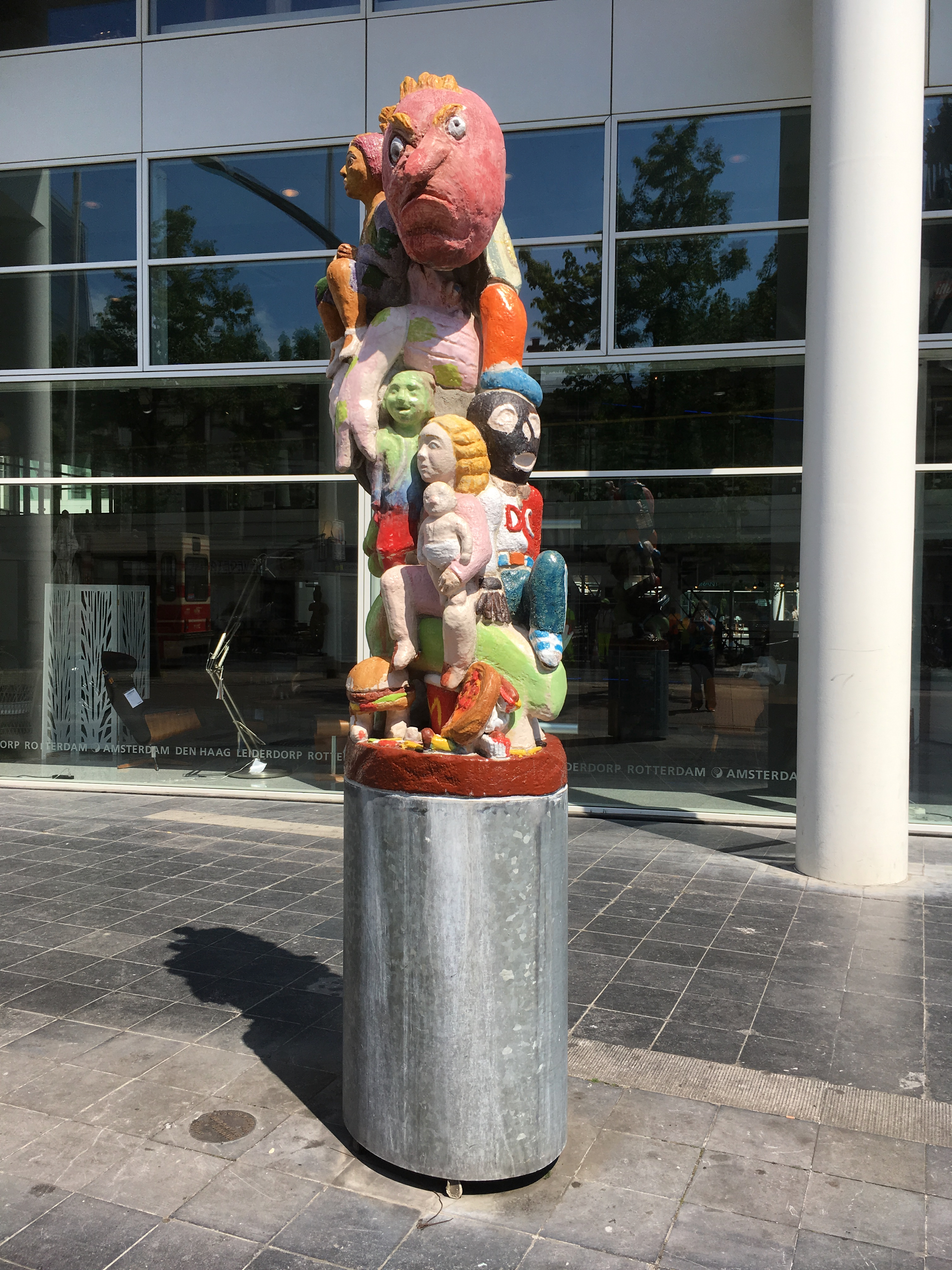
Binnenstadgoden